# Opération Dani
Guerre israélo-arabe de 1948-1949
L'opération Dani est une opération de la Première Guerre israélo-arabe qui se déroula du 9 au 18 juillet 1948.
Les forces israéliennes prirent les villes de Lydda et Ramla à la Légion arabe. L'armée israélienne expulsa 50 000 habitants arabes musulmans de la zone vers Ramallah.
L'armée israélienne organise le pillage à grande échelle des deux villes. 1800 camions servent à déménager le butin pris à Lydda.

## Documentation
- Audeh G. Rantisi, The Lydda Death March in American for Middle East Understanding, vol.33, Issue 3, jul.-aout 2000.
- Yoav Gelber, 1948 Palestine War, 2006.
- Benny Morris, 1948, Yale University Press, 2008.
- Spiro Munayyer, La chute de Lydda, Revue d'études Palestiniennes, été 2008.
- (en) David K. Shipler, « Israel bars Rabin from relating '48 eviction of Arabs »(Archive.org • Wikiwix • Archive.is • Google • Que faire ?), New York Times, 23 octobre 1979.